# Campbeltown Heritage Centre
Campbeltown Heritage Centre er et museum og kulturarvscenter i Campbeltown, Argyll, Skotland. Dentret er den primære ansvarlige for socialhistorien på Kintyre-halvøen fra omkring 1700 til i dag. Det drives af Kintyre Amenity Trust, der blev grundlagt i 1998 for at leje den nyligt tomme Lorne Street Church fra Church of Scotland med det formål at åbnede Heritage Centre for at komplimentere det eksisterende Campbeltown Museum, hvis udstilling fokuserer på arkæologi og naturhistorie.